# Coupe de France de football 1959-1960
 (janvier 2018).
Si vous disposez d'ouvrages ou d'articles de référence ou si vous connaissez des sites web de qualité traitant du thème abordé ici, merci de compléter l'article en donnant les références utiles à sa vérifiabilité et en les liant à la section « Notes et références ».
Navigation
Coupe de France 1958-1959 Coupe de France 1960-1961
L'édition 1959-1960 de la Coupe de France est la 43e édition de la Coupe de France de football. Celle-ci est remportée par l'AS Monaco.
C'est la toute première Coupe de France remportée par le club monégasque.

## Trente-deuxièmes de finale
| Division        | Club                   | Score      | Club                         | Division        |
| --------------- | ---------------------- | ---------- | ---------------------------- | --------------- |
| Division 1 (D1) | Angers SCO             | 4 - 0      | US Saint-Malo                | DH (D4)         |
| Division 1 (D1) | Nîmes Olympique        | 2 - 1      | US Blanzy-Montceau-les-Mines | CFA (D3)        |
| Division 1 (D1) | RC Paris               | 10 - 0     | AS Giraumont                 | CFA (D3)        |
| Division 1 (D1) | Stade français FC      | 5 - 1      | CA Vitry-sur-Seine           | DH (D4)         |
| Division 1 (D1) | Stade de Reims         | 4 - 0      | CS Blénod                    | DH (D4)         |
| Division 1 (D1) | Stade rennais UC       | 4 - 0      | CA Montreuil                 | CFA (D3)        |
| Division 2 (D2) | FC Rouen               | 5 - 0      | AS Cherbourg-Stella          | CFA (D3)        |
| Division 1 (D1) | AS Saint-Étienne       | 9 - 0      | Montauban FC                 | DH (D4)         |
| Division 2 (D2) | Red Star OA            | 2 - 2 a.p. | FC Girondins de Bordeaux     | Division 1 (D1) |
| DH (D4)         | Olympique de Saumur    | 3 - 2 a.p. | RC Arras                     | DH (D4)         |
| Division 1 (D1) | UA Sedan-Torcy         | 3 - 1      | AS Troyes-Savinienne         | Division 2 (D2) |
| Division 2 (D2) | FC Sète                | 1 - 0      | AS Béziers                   | Division 2 (D2) |
| Division 1 (D1) | RC Strasbourg          | 4 - 3      | AS Aulnoye                   | DH (D4)         |
| Division 1 (D1) | SC Toulon              | 4 - 0      | ESCN La Ciotat               | DH (D4)         |
| Division 1 (D1) | Toulouse FC            | 2 - 0      | La Combelle CA               | CFA (D3)        |
| Division 1 (D1) | OGC Nice               | 5 - 3      | FC Gueugnon                  | CFA (D3)        |
| Division 2 (D2) | FC Nancy               | 2 - 0      | AC Cambrai                   | DH (D4)         |
| Division 2 (D2) | SO Montpellier         | 3 - 2 a.p. | ESA Brive-la-Gaillarde       | CFA (D3)        |
| CFA (D3)        | AAJ Blois              | 3 - 0      | AS Orléans                   | CFA (D3)        |
| Division 2 (D2) | US Boulogne-sur-Mer    | 3 - 0      | FC Nantes                    | Division 2 (D2) |
| Division 2 (D2) | AS Cannes              | 1 - 0      | AGS Mascara                  | DH Oran (D4)    |
| Division 2 (D2) | US Forbach             | 0 - 0 a.p. | FC Metz                      | Division 2 (D2) |
| PHB (D6)        | AS Gardanne            | 5 - 2 a.p. | US Saint-Georges-les-Ancizes | PH (D5)         |
| Division 2 (D2) | FC Grenoble            | 1 - 0      | US Faucigny                  | DH (D4)         |
| DH (D4)         | AS Hautmont            | 2 - 1      | ES Bully-les-Mines           | DH (D4)         |
| Division 1 (D1) | Le Havre AC            | 7 - 2      | Stade briochin               | CFA (D3)        |
| Division 1 (D1) | RC Lens                | 2 - 0      | SM Caen                      | CFA (D3)        |
| Division 2 (D2) | Lille OSC              | 2 - 0      | US Valenciennes-Anzin        | Division 1 (D1) |
| Division 1 (D1) | Limoges FC             | 5 - 1      | Stade brestois               | CFA (D3)        |
| Division 1 (D1) | Olympique lyonnais     | 4 - 0      | FC Sochaux-Montbéliard       | Division 1 (D1) |
| Division 2 (D2) | Olympique de Marseille | 1 - 0      | Olympique alésien            | Division 2 (D2) |
| Division 1 (D1) | AS Monaco FC           | 3 - 1      | FC Annecy                    | CFA (D3)        |
| Matches rejoués |                        |            |                              |                 |
| Division 2 (D2) | Red Star OA            | 2 - 0      | FC Girondins de Bordeaux     | Division 1 (D1) |
| Division 2 (D2) | US Forbach             | 4 - 1      | FC Metz                      | Division 2 (D2) |

## Seizièmes de finale
| Division        | Club              | Score      | Club                   | Division        |
| --------------- | ----------------- | ---------- | ---------------------- | --------------- |
| Division 1 (D1) | Angers SCO        | 3 - 0      | FC Grenoble            | Division 2 (D2) |
| Division 2 (D2) | Red Star OA       | 3 - 0      | SO Montpellier         | Division 2 (D2) |
| Division 1 (D1) | AS Saint-Étienne  | 3 - 2 a.p. | Olympique de Marseille | Division 2 (D2) |
| Division 1 (D1) | Stade rennais UC  | 2 - 1      | AS Hautmont            | DH (D4)         |
| Division 1 (D1) | Stade de Reims    | 3 - 2      | FC Rouen               | Division 2 (D2) |
| Division 1 (D1) | Stade français FC | 6 - 1      | AAJ Blois              | CFA (D3)        |
| Division 1 (D1) | Nîmes Olympique   | 8 - 0      | Olympique de Saumur    | DH (D4)         |
| Division 1 (D1) | OGC Nice          | 4 - 2      | UA Sedan-Torcy         | Division 1 (D1) |
| Division 1 (D1) | AS Monaco FC      | 2 - 1 a.p. | Olympique lyonnais     | Division 1 (D1) |
| Division 1 (D1) | Limoges FC        | 2 - 1      | FC Nancy               | Division 2 (D2) |
| Division 2 (D2) | Lille OSC         | 2 - 0      | SC Toulon              | Division 1 (D1) |
| Division 1 (D1) | Le Havre AC       | 2 - 1      | RC Strasbourg          | Division 1 (D1) |
| PHB (D6)        | AS Gardanne       | 3 - 2      | Toulouse FC            | Division 1 (D1) |
| Division 2 (D2) | US Forbach        | 4 - 1      | RC Lens                | Division 1 (D1) |
| Division 2 (D2) | AS Cannes         | 2 - 1      | US Boulogne-sur-Mer    | Division 2 (D2) |
| Division 2 (D2) | FC Sète           | 2 - 0      | RC Paris               | Division 1 (D1) |

## Huitièmes de finale
| Division        | Club             | Score      | Club              | Division        |
| --------------- | ---------------- | ---------- | ----------------- | --------------- |
| Division 2 (D2) | AS Cannes        | 3 - 2      | Stade français FC | Division 1 (D1) |
| Division 1 (D1) | Le Havre AC      | 2 - 1      | Red Star OA       | Division 2 (D2) |
| Division 2 (D2) | Lille OSC        | 2 - 1      | AS Gardanne       | PHB (D6)        |
| Division 1 (D1) | AS Monaco FC     | 3 - 2 a.p. | US Forbach        | Division 2 (D2) |
| Division 1 (D1) | OGC Nice         | 3 - 0      | Angers SCO        | Division 1 (D1) |
| Division 1 (D1) | Stade de Reims   | 3 - 2      | Nîmes Olympique   | Division 1 (D1) |
| Division 1 (D1) | AS Saint-Étienne | 2 - 1      | Stade rennais UC  | Division 1 (D1) |
| Division 2 (D2) | FC Sète          | 3 - 1      | Limoges FC        | Division 1 (D1) |

## Quarts de finale
| Division        | Club             | Score      | Club      | Division        |
| --------------- | ---------------- | ---------- | --------- | --------------- |
| Division 1 (D1) | Le Havre AC      | 4 - 2      | AS Cannes | Division 2 (D2) |
| Division 1 (D1) | AS Monaco FC     | 3 - 1      | OGC Nice  | Division 1 (D1) |
| Division 1 (D1) | Stade de Reims   | 1 - 0 a.p. | FC Sète   | Division 2 (D2) |
| Division 1 (D1) | AS Saint-Étienne | 3 - 1      | Lille OSC | Division 2 (D2) |

## Demi-finales
| Division        | Club             | Score | Club           | Division        |
| --------------- | ---------------- | ----- | -------------- | --------------- |
| Division 1 (D1) | AS Monaco FC     | 2 - 1 | Stade de Reims | Division 1 (D1) |
| Division 1 (D1) | AS Saint-Étienne | 3 - 2 | Le Havre AC    | Division 1 (D1) |

## Finale
| Entraîneur : |
| Lucien Leduc |

| Entraîneur : |
| René Vernier |

| Entraîneur : |
| Lucien Leduc |

| Entraîneur : |
| René Vernier |